# Имени Фрунзе (Кривой Рог)
Имени Фрунзе — исторический район Кривого Рога.

## История
В 1885 году рядом начал работать рудник, возле которого был основан первый горняцкий посёлок. В 1930-х годах — посёлок горняков шахтоуправления имени Фрунзе. Наибольшее развитие получил в 1950—1970-х годах. 

## Характеристика
Жилой массив в центральной части Покровского района Кривого Рога на правом берегу реки Саксагань. Граничит с жилыми массивами Сухая Балка на востоке и КРЭС на юге.
Состоит из 7 улиц, на которых проживает 2 тысячи человек. Имеет развитую социально-бытовую инфраструктуру.